# Scarba
Scarba [ˈs̪kaɾapə] ist eine unbewohnte Insel der Inneren Hebriden. Sie liegt nördlich der Insel Jura und ist von dieser durch die Straße von Corryvreckan getrennt. Die öde Insel erstreckt sich maximal etwa fünf Kilometer in Nord-Süd- und etwa vier Kilometer in Ost-West-Richtung. Der Cruach Scarba ist mit einer Höhe von 449 m die höchste Erhebung der Insel. Es gibt Annahmen, dass die Inseln Scarba, Jura und Islay einst Teil einer großen Halbinsel waren und während der Eiszeiten von der Insel Großbritannien abgetrennt wurden.

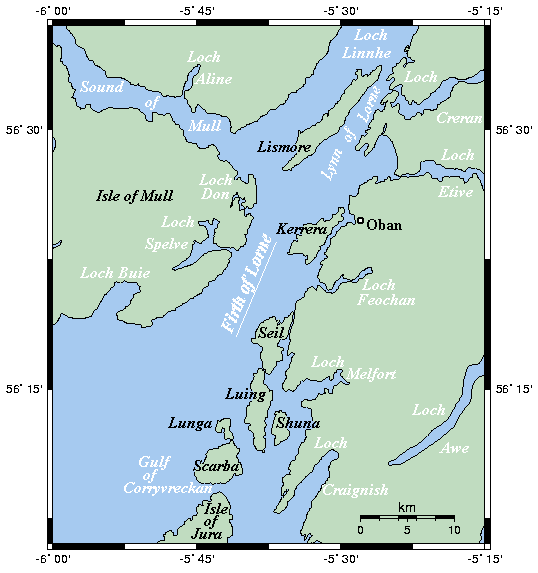
Karte

Die Vegetation von Scarba ist durch Gras und Heide bestimmt. Auf der Insel lebt Rotwild sowie wilde Ziegen und Otter. Ferner grasen dort Schafe und Rinder.
Ehemalige Siedlungen lagen im Wesentlichen an der Ostküste der Insel. Kilmory Lodge, das der Eigentümer der Insel zeitweise bewohnt, und ein Anleger in der Bucht Bagh Gleann a’ Mhaoil sind die einzigen ständigen Bauwerke.